# Apus acuticauda
El vencejo de los Khasi o vencejo de espalda oscura (Apus acuticauda) es una especie de ave de la familia Apodidae.
Se encuentra en Bután, India, Nepal y Tailandia y su hábitat natural son bosques subtropicales o tropicales húmedos de baja altitud.
Está amenazado por pérdida de hábitat.